# Váci KSE
Maillots
Actualités
Le Váci KSE est un club de handball, situé à Vác en Hongrie, évoluant en Nemzeti Bajnokság I.

## Histoire
- 1947: Fondation du Vaci KSE.
- 2012: Le club est termine premier de la Nemzeti Bajnokság I/B (division 2).

## Palmarès
- Nemzeti Bajnokság I/B (D2) (1): 2011-2012

## Effectif actuel
| N° | Poste | Nom             | Date de naissance   | Taille | Arrivée | Club précédent           | Sélection |
| -- | ----- | --------------- | ------------------- | ------ | ------- | ------------------------ | --------- |
| 24 | GB    | János Kovács    | 13/03/1984 (36 ans) | 1,93 m | 2018    | Balmazújváros KK         | -         |
| 32 | GB    | Péter Ulicsinyi | 28/09/1996 (23 ans) | 1,90 m | 2016    | Budakalász KC            | -         |
| 9  | ALG   | Norbert Nagy    | 09/03/1991 (29 ans) | 1,80 m | 2018    | Balmazújváros KK         | -         |
| 7  | ALG   | Bálint Hantos   | 18/08/2001 (18 ans) | 1,84 m | 2015    | Mogyoródi KSK            | -         |
| 5  | ALD   | Kevin Rozner    | 30/04/1998 (21 ans) | 1,80 m | 2019    | Tatabánya KC             | -         |
| 8  | AL    | Bálint Miklián  | 05/02/1998 (22 ans) | 1,78 m | 2019    | Balassagyarmati Kábel SE | -         |
| 10 | DC    | Márió Horvácki  | 15/02/1994 (26 ans) | 1,89 m | 2018    | Nyíregyházi SN KFT       | -         |
| 28 | DC    | Martin Kállai   | 24/04/1995 (24 ans) | 1,86 m | 2018    | Tatai AC                 | -         |
| 21 | ARG   | Gergely Pál     | 18/05/1985 (34 ans) | 1,92 m | 2018    | Tatabánya KC             | -         |
| 36 | ARG   | Filip Lénard    | 12/11/1998 (21 ans) | 1,94 m | 2016    | Veszprém KSE             | -         |
| 72 | ARG   | Mihály Singely  | 03/09/1999 (20 ans) | 1,90 m | 2018    | Kézilabda Up Alapítvány  | -         |
| 2  | ARD   | János Strannig  | 02/02/1995 (25 ans) | 1,91 m | 2018    | Orosházi FKSE            | -         |
| 22 | ARD   | Roland Fórizs   | 10/01/2000 (20 ans) | 1,90 m | 2019    | Hajdúnánás KSE           | -         |
| 30 | ARD   | Attila Gáspár   | 03/06/2000 (19 ans) | 1,93 m | 2019    | Balassagyarmati Kábel SE | -         |
| 6  | PVT   | András Kocsi    | 30/01/1985 (35 ans) | 1,90 m | 2018    | Tatabánya KC             | -         |
| 42 | PVT   | Krisztián Rédai | 29/07/1995 (24 ans) | 2,04 m | 2019    | Veszprém KKFT            | -         |